# Học viện Nhân văn Pułtusk

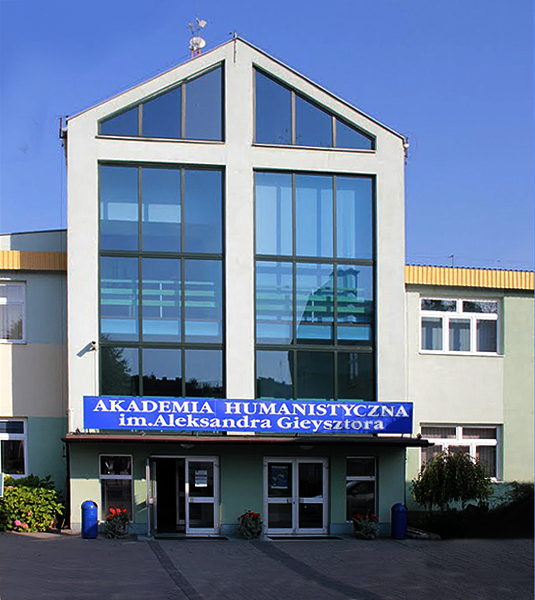
Học viện Nhân văn Alexander Gieysztor ở Thành phố Pułtusk (tháng 6 năm 2010)

Học viện Nhân văn Aleksander Gieysztor còn được gọi là Học viện Nhân văn Pułtusk ở Pułtusk, Ba Lan, (tiếng Ba Lan: Akademia Humanistyczna im. A. Gieysztora A. Gieysztora hoặc Wyższa Szkoła Humanistyczna im. Aleksandra Gieysztora w Pułtusku) được thành lập bởi Bộ Giáo dục Quốc gia Cộng hòa Ba Lan vào ngày 14 tháng 7 năm 1994. Trường cung cấp bằng tốt nghiệp chương trình cũng như học tập tại các khóa học, cấp học. Hiệu trưởng của Học viện là GS. Tiến sĩ Adam Waldemar Koseski. 
Nó được đặt theo tên của người sáng lập, Aleksander Gieysztor.

## Khoa
- Khoa Quản trị (tại 17 Phố Daszyńskiego)
- Khoa Ngôn ngữ và Văn học Ba Lan (tại 36B Phố Mickiewicza)
- Khoa Lịch sử (tại 36B Phố Mickiewicza)
- Khoa Khoa học Chính trị (tại 7 Phố Spacerowa)
- Khoa Giáo dục học (tại 36B Phố Mickiewicza)
- Khoa Xã hội học (tại 8 Phố Krasnzewskiego)
- Khoa Du lịch, Quản lý khách sạn và Xúc tiến môi trường (tại 17 Phố Stycznia)

Tương tự
- Viện Nhân chủng học và Khảo cổ học (tại 1/3, Polonii Ave.)
- Viện nghiên cứu về kỷ nguyên Napoleonic (tại 17 Phố Daszyńskiego)
- Cục Hợp tác khu vực và quốc tế (tại 17 Phố Daszyńskiego)
- Trung tâm giảng dạy ngoại ngữ (tại 17 Phố Daszyńskiego)
- Thư viện trung tâm (tại 36C Phố Mickiewicza)